# 淫縛学艶
『淫縛学艶』（いんばくがくえん）は、船堀斉晃による日本の成人向け漫画。
辱めと調教が繰り広げられる学園内で、主人公・清水圭介が日々に快楽を求め続ける姿を描いている。2002年にアダルトアニメ化され、2005年にアダルトアニメ版を元としてDVDPG化され、2006年にアダルトゲーム化された。
漫画の続編に「淫縛病疼」がある。

## あらすじ
織枝は、女を蔑む転校生・清水圭介に本当の愛を教えようと試みる。だが、織枝は圭介の卑劣な罠にはまり、圭介の魔の手は織枝の同級生である小鈴らまでをも巻き込んでいった。

## 登場人物
※特筆なき場合、声はアダルトアニメ版のものである。
清水圭介（しみず けいすけ）
声：村田健吾
大臣経験者の代議士を父に持つ男子学生。両親の不仲が原因で、自己中心的で冷酷な性格になった。読切作品「夢の中で…」において催眠によるダイエット・リラクゼーション施設の名を借りた詐欺事件を起こした末に保護観察処分となる。
続編である「淫縛病疼」で一度手に入れた奴隷は取り戻すなど、本人は認めたがらないが、手段と関係に問題はあれど他者との関係性に飢えている面は見受けられる。
結城織枝（ゆうき おりえ）
声：北里さりな、逢川奈々（アダルトゲーム版）
勝気な優等生のクラス委員。荒んだ性格を持つ圭介に本当の愛を教えようとするが、彼の挑発に乗った結果、男子トイレの個室で処女を奪われる。
その後も、愛という自らの正当性を認めるためと称して圭介と関係を保ち、快楽を刷り込まれ続け結果、事態をさらに悪化させてしまい、最終的には小鈴も巻き込んだ乱交で限界点を越え堕ちてしまう。
読切作品「夢の中で…」において催眠によるによるダイエット・リラクゼーション施設の名を借りた詐欺事件被害者として保護される。続編である「淫縛病疼」では催眠治療によって調教されていた間の記憶を封じられて別の学校に転校していたが、現れた圭介によって過去の記憶を呼び起こされる。
成田小鈴（なりた こりん）
声：望月アズサ
織枝のクラスメート。眼鏡に三つ編み、バストはEカップ（続編ではおそらくFカップになっている）と属性山盛り。
織枝と圭介の関係を勘ぐっていたところを麗美に囚われて調教された。圭介が麗美の行為と確認した時点ですでに完堕ちした状態となっており、そのまま圭介の牝奴隷となる。
読切作品「夢の中で…」において催眠によるによるダイエット・リラクゼーション施設の名を借りた詐欺事件被害者として保護される。続編である「淫縛病疼」では催眠治療によって調教されていた間の記憶を封じられて別の学校に転校していたが、現れた圭介によって過去の記憶を呼び起こされる。
和泉麗美（いずみ れみ）
声：新藤明美、木梨樹里（アダルトゲーム版）
学園の音楽教師。大学時代に後述の「教授」によって調教されていた。自身の持つマゾヒズムを圭介に刺激され、彼の牝奴隷となった。事あるごとに、豊満な胸から出る母乳を圭介に吸われている。
本編後に描かれた読切「夢の中で…」において催眠によるによるダイエット・リラクゼーション施設の名を借りた詐欺事件の被害者として保護される。続編である「淫縛病疼」では強烈なニンフォマニア症状が出ており、精神病棟に収容されていたが、圭介と再会したことで回復する。
白河（しらかわ ）
心療内科医。催眠治療を悪用して患者や看護師を食い物にしている。織枝や小鈴、麗美も利用していたが圭介によって復活した麗美に逆に支配される。
高木礼子（たかぎ れいこ）
続編である「淫縛病疼」で登場した体育教師。麗美とは大学の同期であり、元々レズの気があった。圭介が逮捕された切っ掛けは彼女の告発。本人としては善意からだったが、すでに堕ちきっていた麗美たちからすると大きなお世話だったためか白川も利用して秘密裏に復讐されたのち、教授の研究材料として収容された。
星川（ほしかわ ）
本編内の麗美の回想などに登場し、続編である「淫縛病疼」で本格的に登場した大学教授。保護観察中の清水圭介の保護者となっている。
読切作品「淫-telligentsia」「desire -ソドムの館-」など、数多くの女性を調教したり誘い込んだ環境下における実験をしているが、趣味や道楽ではなく自身の研究の一環。必要ならば資金を惜しまぬだけの経済力もあるようで、実験のために億単位の金も出している。

## アダルトアニメ
2002年にミルキーレーベルによってアダルトアニメ化された。
各巻リスト
- 第一縛「奪われた純潔」
- 第二縛「制服を脱がさないで…」
- 第三縛「乱痴気祭り」

スタッフ
- 原作：船堀斉晃（コアマガジン刊）
- プロデューサー：渡来猛人
- 脚本：加納美樹
- 絵コンテ・演出：四暗刻平和（第一縛）、剛田武文（第二縛、第三縛）
- キャラクターデザイン：よし天
- 作画監督：ハラキ
- 色彩設計：小林ひろみ
- 美術：東條俊寿（第一縛）、東厚治（第二縛、第三縛）
- 撮影：アムガ（第一縛）、デジタルギア（第二縛、第三縛）
- 編集：アムガ
- アニメ制作：スタジオジャム
- 製作・発売：コンセプトフィルムズ
- 販売：ジーピー・ミュージアム

## アダルトゲーム
2006年にメガロマンスによって『淫縛学艶〜放課後に咲く恥辱の花〜』のタイトルでアダルトゲーム化された。
織枝ルートが中心だが、他のヒロインが織枝を責める場面も存在する。
また、アダルトゲーム版の特徴として、同じシーンの繰り返しを回避するシステムがある。